# Scleria splitgerberiana
Scleria splitgerberiana är en halvgräsart som beskrevs av Johannes Jan Theodoor Henrard och Hendrik Uittien. Scleria splitgerberiana ingår i släktet Scleria och familjen halvgräs. Inga underarter finns listade i Catalogue of Life.